# Casa Cucurella
La casa Cucurella es un edificio de los Hostalets de Pierola (Anoia) incluido en el Inventario del Patrimonio Arquitectónico de Cataluña .

## Descripción
Es una casa de dos pisos. En la planta baja hay decoración de esgrafiados y un zócalo de piedra conectado con el del casal Catalán, edificio que está al lado. La planta baja está casi ocupada por una gran puerta. Las fachadas de las plantas superiores están esgrafiadas y tienen grandes aberturas (balcón en la primera planta, galería cubierta y barandillas de madera en la planta segunda). Destaca el gran alero sustentado por elementos de madera apoyados en un gran dintel también de madera. Dada a la no alineación de la calle, debe remarcarse la solución de unión con los edificios vecinos, como el zócalo de piedra coronando por unos jarrones en la planta de bajo y paramentos estucados en las otras dos plantas.   

## Historia
Los promotores del edificio eran ebanistas y tenían varios terrenos en las calles Isidre Vallés y maestro Lladós. Según un capbreu de 1731 esta familia era propietaria de la masía Olivers, una de las tres masías que poseían la totalidad del terreno donde se edificaron los Hostalets de Pierola. Esta masía formaba parte de la cuadra del Malcavaller y estaba sometida al dominio territorial del abad de Montserrat y jurisdiccional del señor de Pierola. 
La casa Cucurella fue construida al mismo tiempo que el Casal Catalán de Hostalets de Pierola.  Es un edificio modernista y noucentista de los Hostalets de Pierola (C/ Isidre Vallès, 28) edificado en 1926 con el Casal Catalán (que abrió sus puertas durante la Fiesta Mayor con un gran baile de gala para la ocasión). 
Proyectado por Josep Goday por orden de Enric Cucurella, construida por su hija pequeña, lo que más destaca son los esgrafiados (hechos por Ferran Serra Sala en 1933) aparte del alero de madera y el zócalo de piedra con elementos de tierra cocida . 